# Margherita Gargano
Margherita Gargano (Bagheria, 18 novembre 1952) è un'ex mezzofondista italiana.

## Biografia
Il suo miglior risultato in carriera fu la vittoria della medaglia d'oro nei 1500 metri agli VIII Giochi del Mediterraneo a Spalato in Jugoslavia nel 1979, gara in cui stabilì anche il suo record personale sulla distanza con il tempo di 4'06"71.
Il 20 novembre 1977, a Milano, stabilì la migliore prestazione mondiale sull'ora di pista, coprendo la distanza in 16,916 metri. Nello stesso anno, migliorò il primato italiano indoor dei 1500 m, coprendo la distanza in 4'24"9.
Nel 1979, a distanza di due mesi, a Palermo, migliorò per ben due volte il record italiano dei 3000 metri, prima con il tempo di 8'55"4 e poi 8'51"4. Nello stesso anno, arrivò settima negli 800 metri con il tempo di 2'05"6 alle Universiadi di Città del Messico.
Nel 1982 Gargano tentò a Partinico la conquista del record mondiale sui cinquemila, all'epoca appannaggio di Mary Decker con 15'08"26, ottenendo, in gara, dei formidabili passaggi ai 1000 (3'01"0), 2000 (6'02"0) e 3000 (9'05"0); poi una crisi al quarto chilometro pregiudicò l'attacco al mondiale dell'americana, e la siciliana terminò la gara in 15'20"94, nuovo record italiano (precedente della stessa Gargano: 16'08"2 del 1977), nonché settima prestazione al mondo di sempre. Un mese prima, la Gargano già dimostrò di poter attaccare il record del mondo, correndo i 5000 metri in 15'19"8 allo Stadio delle Palme, ma fu una gara mista e quindi il tempo non fu ufficializzato come primato.

## Palmarès
| Anno | Manifestazione          | Sede     | Evento      | Risultato | Prestazione | Note                          |
| ---- | ----------------------- | -------- | ----------- | --------- | ----------- | ----------------------------- |
| 1976 | Giochi olimpici         | Montréal | 1 500 metri | Batteria  | 4'15"94     |                               |
| 1979 | Giochi del Mediterraneo | Tunisi   | 1 500 metri | Oro       | 4'06"71     | Miglior prestazione personale |
| 1982 | Europei                 | Atene    | 3 000 metri | 6ª        | 8'48"73     |                               |

## Campionati nazionali
1972
- Argento ai campionati italiani assoluti, 3000 m piani - 9'54"2
- Bronzo ai campionati italiani di corsa campestre - 14'14"8

1973
- Oro ai campionati italiani assoluti, 3000 m piani - 9'32"6

1974
- Bronzo ai campionati italiani assoluti, 3000 m piani - 9'46"97

1975
- Argento ai campionati italiani assoluti, 3000 m piani - 9'53"8
- Oro ai campionati italiani di corsa campestre - 15'06"5

1976
- Oro ai campionati italiani assoluti, 3000 m piani - 9'12"2
- Argento ai campionati italiani di corsa campestre - 16'26"

1977
- 4ª ai campionati italiani assoluti, 3000 m piani - 9'53"7

1978
- Argento ai campionati italiani assoluti, 3000 m piani - 9'20"0

1979
- Oro ai campionati italiani assoluti, 3000 m piani - 9'03"7
- Oro ai campionati italiani di corsa campestre - 14'16"

1980
- Oro ai campionati italiani assoluti, 3000 m piani - 8'59"9
- Bronzo ai campionati italiani di corsa campestre - 14'28"8

1981
- Bronzo ai campionati italiani di maratonina - 1h20'33"

1982
- Argento ai campionati italiani assoluti, 3000 m piani - 9'01"92
- Argento ai campionati italiani assoluti indoor, 3000 m piani - 9'17"85
- 4ª ai campionati italiani di corsa campestre - 14'37"

1983
- Argento ai campionati italiani assoluti, 3000 m piani - 9'13"87
- Argento ai campionati italiani di corsa campestre - 15'41"3

## Altre competizioni internazionali
1974
- Argento alla Cinque Mulini ( San Vittore Olona) - 18'48"

1975
- Oro al Campaccio ( San Giorgio su Legnano) - 10'38"
- Argento alla Cinque Mulini ( San Vittore Olona)
- Oro al Cross di Alà dei Sardi ( Alà dei Sardi)

1977
- Oro al Cross di Alà dei Sardi ( Alà dei Sardi)

1978
- Oro al Trofeo Sant'Agata ( Catania)
- Oro al Cross di Alà dei Sardi ( Alà dei Sardi) - 11'17"7

1979
- Oro al Campaccio ( San Giorgio su Legnano) - 12'56"
- Argento al Cross di Alà dei Sardi ( Alà dei Sardi) - 11'22"

1980
- 4ª alla Cinque Mulini ( San Vittore Olona) - 19'10"3
- Argento al Campaccio ( San Giorgio su Legnano) - 14'03"2

1981
- 8ª in Coppa Europa di maratona ( Agen) - 2h51'11"
- Argento al Cross di Alà dei Sardi ( Alà dei Sardi) - 11'26"7

1982
- Argento al Golden Gala ( Roma), 3000 m piani - 8'46"31

1985
- 5ª al Cross di Alà dei Sardi ( Alà dei Sardi)

1986
- 4ª al Cross di Alà dei Sardi ( Alà dei Sardi) - 16'01"0